# Strada statale 48 (Croazia)
La D48 è strada statale che collega Pisino con l'autostrada A9, in Croazia. La lunghezza totale è di 20,8 km.

## Percorso
La strada ha inizio dallo svincolo Pazin zapad (Pisino ovest) dell'autostrada A8, che a sua volta collega Canfanaro con Fiume, nell'abitato di Pisino. Proseguendo verso ovest passa per i paesi di Vermo (Beram), Vela Traba, Antignana (Tinjan), Jakovici, Montepaderno (Baderna) per poi terminare allo svincolo dell'autostrada A9, continuando come strada statale 302 sino Parenzo.